# حرمل
الحَرْمَل (باللاتينية: Peganum) جنس نباتي كان يصنف ضمن الفصيلة القديسية قبل أن ينقل عام 1996 إلى الفصيلة الغرقدية (باللاتينية: Nitrariaceae). أهم أنواعه الحرمل الشائع.
الحرمل أو غلقة الذئب نوع نبات عشبي معمر، كان يصنف ضمن الفصيلة القديسية قبل أن ينقل عام 1996 إلى الفصيلة الغرقدية.

## الوصف النباتي
يبلغ ارتفاعه 60 سنتيمترا، ذو أوراق مفصصة، ورائحة مميزة، وأزهاره بيضاء كبيرة، ويعطي ثماراً علبية بيضية، بها بذور سوداء صغيرة.
وينمو النبات برياً في معظم بلدان الوطن العربي، خاصة في المناطق الصخرية في البيئات ذوات المطر الوفير نسبيًا، كما ينمو في كثير من بلدان البحر الأبيض المتوسط.

### المحتويات
تحتوي بذور الحرمل على ثلاثة قلوانيات هي:
- الحرملين harmalin""
- والحرمين harmine""
- والحرمالون "harmalon"
وفي مجموعها تكون حوالي 4% من وزن البذور الجافة، والحرملين يمثل ثلثي هذه الكمية. كما تحتوي أزهار وساق النبات على قلواني البيجارين "pegerine".